# Monodelphis maraxina
A cuíca-de-rabo-curto-de-Marajó (vernáculo artificial derivado das língua inglesa) (Monodelphis maraxina) é uma espécie de marsupial da família Didelphidae. Endêmica do Brasil, pode ser encontrada na ilha de Marajó e possivelmente na ilha Caldeirão, no estado do Pará.